# Federația Română de Polo
Federația Română de Polo (FRP) este o structură sportivă de interes național ce are competența și autoritatea să organizeze activitatea de polo din România. Înființată în anul 1930, recunoscută drept continuatoare pentru jocul de polo a activității desfășurate de "Comisiunea de Natațiune", fondată în cadrul FSSR în 1912. 
Este membră a Comitetului Olimpic Român (COSR), a Ligii Europene de Natație (LEN) din 1992 și a Federației Internaționale de Înot (FINA).